# رستم احمدزاده
رستم احمدزاده (ترکی آذربایجانی: Rüstəm Aləm oğlu Əhmədzadə؛ زادهٔ ۲۵ دسامبر ۲۰۰۰) بازیکن فوتبال اهل جمهوری آذربایجان است.
وی همچنین در تیم ملی فوتبال جمهوری آذربایجان بازی کرده‌است.